# Формули Пуансо
Формули Пуансо визначають швидкість зміни напрямку ортів жорстко зв'яної з твердим тілом системи координат
із вектором кутової швидкості при обертанні.
{\displaystyle {\frac {d\mathbf {i} ^{\prime }}{dt}}={\vec {\omega }}\times \mathbf {i} ^{\prime }},
{\displaystyle {\frac {d\mathbf {j} ^{\prime }}{dt}}={\vec {\omega }}\times \mathbf {j} ^{\prime }},
{\displaystyle {\frac {d\mathbf {k} ^{\prime }}{dt}}={\vec {\omega }}\times \mathbf {k} ^{\prime }},
де {\displaystyle {\vec {\omega }}} — вектор кутової швидкості.
Формули носять ім'я французького механіка Луї Пуансо.